# Гаврилово (станция)
Гаври́лово — товарно-пассажирская станция на Выборгском направлении Санкт-Петербургского отделения Октябрьской железной дороги. Расположена на двухпутном участке между платформами Лейпясуо и Лебедевка в одноимённом пристанционном посёлке. Имеет 2 платформы, 7 путей и железнодорожный переезд, а также здание финской постройки, исполнявшее роль кассы. В настоящее время на станции Гаврилово ни вокзала, ни билетных касс нет. Электрифицирована в 1969 году в составе участка Кирилловское — Выборг. Реконструирована под скоростное движение в 2008—2009 годах, до реконструкции на станции была одна островная платформа. На станции останавливаются все проходящие через неё пригородные электропоезда, кроме поездов повышенной комфортности. Первая островная платформа не используется. Для некоторых электропоездов, назначаемых на лето, она является конечной. На станции довольно большой пассажиропоток вследствие нахождения вокруг большого пристанционного посёлка.